# Brilliance H530
Brilliance H530 — седан среднего класса, выпускающийся китайской компанией Brilliance China Auto с 2011 года. Как концепт-кар под названием 530 автомобиль был представлен на Шанхайском автосалоне в 2011 году, продажи начались в конце августа того же года (только в Азии). Автомобиль претерпел рестайлинг в 2014 году: изменились решётка, бампера, передние и задние фонари, внутри появился ЖК-дисплей. Обновлённая версия была представлена на Пекинском автосалоне, а затем на Московском автосалоне 2014 года. Её продажи начались в апреле 2014 года. В 2016 году модель получила ещё 1 рестайлинг, на этот раз изменениям подверглись решётка радиатора, оптика, передний бампер (появились «противотуманки»), кнопки на центральной консоли. Она была представлена на автосалоне в Чэнду, а продажи начались в октябре 2016 года.

## Характеристики
Автомобиль разработан с нуля на переднеприводной платформе, разработанной Brilliance, на которой впоследствии был построен кроссовер V5. Автомобиль с самого начала был доступен с двумя бензиновыми двигателями объёмом 1,5 и 1,6 литров, но на большинстве рынков продавалась лишь 1,6 литровая версия (в том числе в России). Коробки передач также 2: механическая и автоматическая 5-ступенчатые трансмиссии от Hyundai Motor.
- Радиус разворота — 5,5 м
- Шины — 205 / 55 R16
- Передняя подвеска — независимая, McPherson
- Задняя подвеска — полунезависимая, пружинная со стабилизатором поперечной устойчивости
- Рулевое управление — электроусилитель руля, шестерня-рейка
- Тормоза — дисковые[7]

Из систем безопасности автомобиль имеет ABS, EBD, систему помощи при экстренном торможении, антипробуксовочную систему, 2 передние подушки безопасности в базовой версии (в полной версии их 6). Автомобиль оснащается люком на крыше, датчиками парковки, сенсорами света и дождя, системой старт-стоп, аудиосистемой с 8 динамиками, климат-контролем, полным электрокомплектом, жк-дисплеем на центральной консоли.

## Безопасность
Китайский центр автомобильных технологий и исследований испытал автомобиль в 2012 году:
| Категория                           | Рейтинг |
| ----------------------------------- | ------- |
| Общий рейтинг                       | 5 звёзд |
| Фронтальный удар с перекрытием 100% | 79%     |
| Фронтальный удар с перекрытием 40%  | 91%     |
| Боковой удар                        | 94%     |

## В России
В России автомобиль продаётся с 2014 года, его продажи начались вскоре после представления на Московском автосалоне. За первые 4 месяца продаж было продано 158 автомобилей. Автомобиль собирается в Черкесске на заводе Derways, хотя изначально планировалось выпускать их в Сызрани.

## Оценки
Автомобиль пользуется в основном положительными оценками от авторитетных экспертов. В частности, автожурналисты отмечали его приятный салон (в частности сидения) и управляемость, большой багажник, вместительность, комфортные сидения и интерьер. Однако седан (как и другие автомобили компании) зачастую «обвиняется» в копировании стиля экстерьера у BMW, а рулевого колеса — у Volvo; в схожести интерьера у автомобилей марки (в частности, с интерьером Brilliance V5). Также автомобиль критиковался за отсутствие кожаных сидений, плохую звукоизоляцию и «немалый» расход топлива.
Оценивая «одноклассников» (то есть автомобилей, схожих по цене и оснащению), журналисты разных автоизданий отмечали преимущество Brilliance H530 перед другими седанами (такими, как FAW Besturn B70, Lifan Cebrium и Changan Eado) в более богатом оснащении и современности при схожей цене.